# Jogging
El trote (más común este en Latinoamérica), es un tipo de ejercicio similar a la carrera a pie. El propósito de esta actividad es mantener la actividad física con menos exigencia para el cuerpo que cuando se corre. La ejecución de este ejercicio por largos períodos de tiempo, es un tipo de entrenamiento aeróbico.

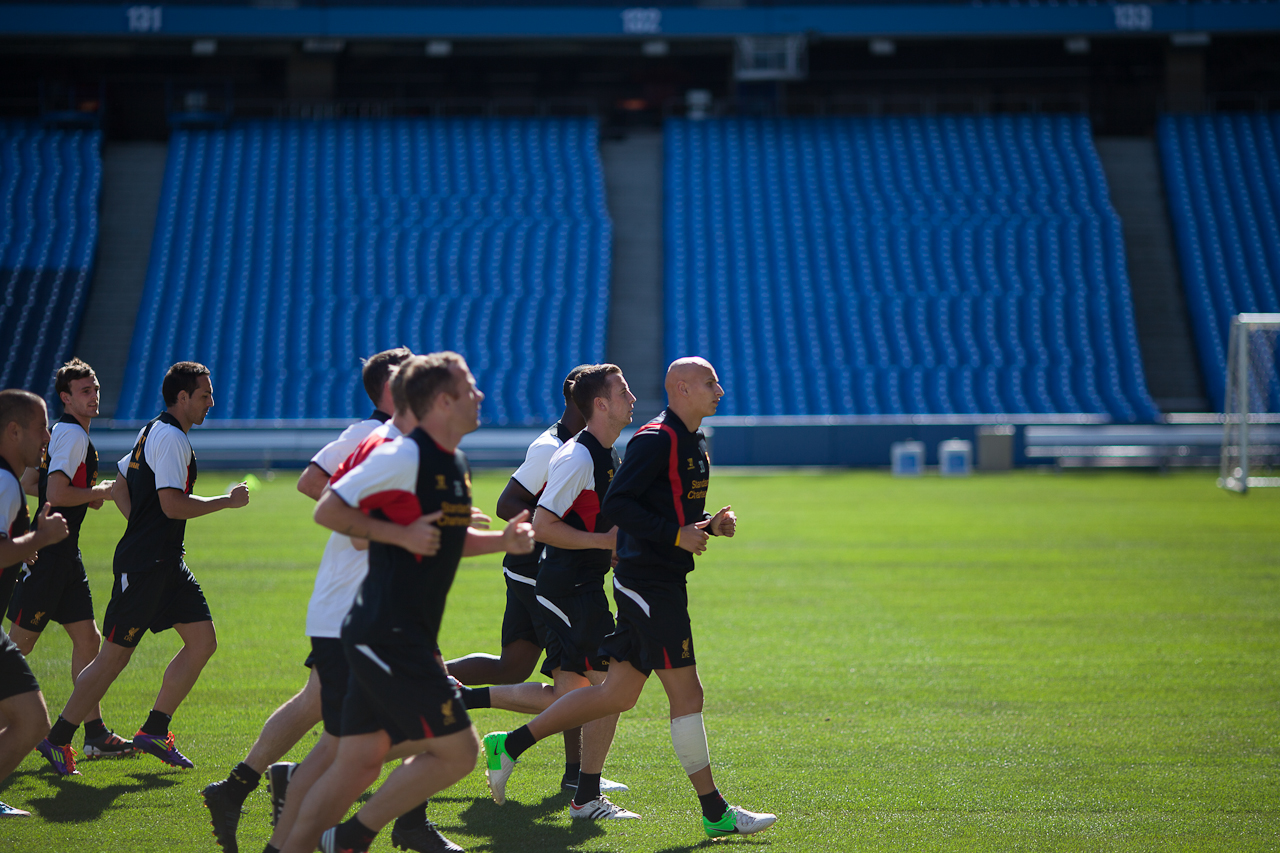
Equipo del Liverpool FC trotando.

## Definición
Como tal el jogging es correr a un paso moderado. La definición de trotar no está como tal estandarizada, pero la definición que mejor lo podría describir es correr a una velocidad menor a 10 km/h.
El jogging, también se distingue de correr por tener un espacio lateral mayor entre cada pisada, creando una mayor estabilidad a una menor velocidad.
- Trote : Manera de caminar ,levantando las rodillas .

## Forma de practicarlo
El único requisito para practicar esta actividad física es correr a un ritmo lento durante largos periodos de tiempo. La clave para llevarla a cabo de forma correcta es mantener un ritmo constante y no subir ni bajar la intensidad del ejercicio. Lo más recomendable es que el trote no supere el 70 por ciento de las pulsaciones máximas por minuto.

## Historia
La palabra jogging proviene del inglés, lo cual puede significar movimientos rápidos y cortos. El término comenzó a hacerse popular a partir de los años 1960. Anteriormente se le conocía como roadwork y en español simplemente correr.